# 勒涅 (孚日省)
勒涅（法語：Regney，法語發音：[ʁəɲɛ] ⓘ）是法国大東部大區孚日省的一个市镇，属于埃皮纳勒区。

## 地理
勒涅（48°17'23"N, 6°18'17"E）面积3.9 平方千米，位于法国大東部大區孚日省，该省份为法国东北部内陆省份，北起默兹省和默尔特-摩泽尔省，西接上马恩省，南至上索恩省和贝尔福地区省，东临上莱茵省和下莱茵省。
与勒涅接壤的市镇（或旧市镇、城区）包括：贝特涅圣布里斯、布克西埃奥布瓦、代尔巴蒙、弗里宗、马德涅、圣瓦利耶。

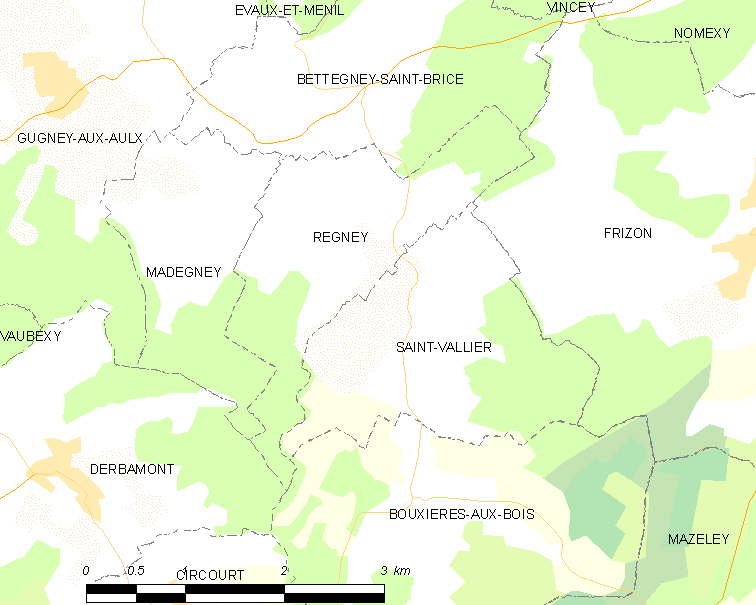
的OSM定位图

勒涅的时区为UTC+01:00、UTC+02:00（夏令时）。

## 行政
勒涅的邮政编码为88450，INSEE市镇编码为88378。

## 政治
勒涅所属的省级选区为沙尔姆县。

## 人口

1962-2008年间人口变化图示

勒涅于2022年1月1日时的人口数量为103人。